# حسن عبابو
حسن عبابو هو سياسي مغربي، شغل منصب وزير السياحة.

## سيرته

### الأصل والطفولة
ينحدر حسن عبابو من عائلة مخزنية من أصل أمازيغي مغربي، ينتمي إلى عائلة عبابو المعروفة.

### الحياة السياسية
شغل منصب وزير السياحة في المغرب المستقل من 10 يوليو 1965 إلى 18 يناير 1968.

### مهام ووظائف أخرى
- المدير التجاري لشركة الخطوط الملكية المغربية حتى 10 يوليو 1965.[2]
- مدير عام الصندوق المغربي للإيداع والتدبير من 18 يناير 1968[5] حتى 1970.[6]